# Spizella breweri
Spizella breweri là một loài chim trong họ Emberizidae.